# Roswitha Eberl
Roswitha Eberl (Wismar, RDA, 5 de junio de 1958) es una deportista de la RDA que compitió en piragüismo en la modalidad de aguas tranquilas. Ganó seis medallas de oro en el Campeonato Mundial de Piragüismo entre los años 1978 y 1982.

## Palmarés internacional
| Campeonato Mundial | Campeonato Mundial       | Campeonato Mundial | Campeonato Mundial |
| Año                | Lugar                    | Medalla            | Evento             |
| ------------------ | ------------------------ | ------------------ | ------------------ |
| 1978               | Belgrado (Yugoslavia)    | Medalla de oro     | K1 500 m           |
| 1978               | Belgrado (Yugoslavia)    | Medalla de oro     | K4 500 m           |
| 1979               | Duisburgo (RFA)          | Medalla de oro     | K1 500 m           |
| 1979               | Duisburgo (RFA)          | Medalla de oro     | K4 500 m           |
| 1981               | Nottingham (Reino Unido) | Medalla de oro     | K4 500 m           |
| 1982               | Belgrado (Yugoslavia)    | Medalla de oro     | K4 500 m           |